# 국립 상트페테르부르크 대학교
국립 상트페테르부르크 대학교(러시아어: Санкт-Петербургский государственный университет 산크트페테르부르그스키 고수다르스트벤니 우니베르시테트[*], СПбГУ)는 러시아에서 가장 오래된 대학이다. 상트페테르부르크에 위치한 이 대학은 1724년 1월 28일에 표트르 1세가 세웠으며, 소련 시절에는 국립 레닌그라드 대학교로 명칭이 변경되기도 했었다.

## 학과

### 자연이과계통
|  | - 실용수학과 - 생물・토양학과 - 화학과 - 지질학과 |  | - 지리・환경학과 - 수학・역학과 - 의학과 - 생물학과 |

### 인문과 계통
|  | - 경제학과 - 역사학과 - 국제관계학과 - 저널리즘학과 |  | - 법학과 - 경영학과 - 동양학과 - 언어학과 |  | - 외국어로서의 러시아어 교육학과 - 철학과 - 심리학과 - 사회학과 |  | - 스포츠・체육학과 |

## 같이 보기
- 러시아의 교육